# La Déesse des mouches à feu
La Déesse des mouches à feu est un roman de Geneviève Pettersen paru en 2014 aux éditions Le Quartanier. Il a d'ailleurs remporté le Grand prix littéraire Archambault en 2015. Le roman mentionne également le déluge de 1996 à Chicoutimi.
Le roman a inspiré une adaptation théâtrale ainsi qu'un film réalisé par Anaïs Barbeau-Lavalette, scénarisé par Catherine Léger, mettant en scène Caroline Néron, Normand D'Amour et Kelly Depeault.